# Иванчна Горица
Иванчна Горица (словен. Ivančna Gorica) је град и управно средиште истоимене општине Иванчна Горица, која припада Средњесловенској регији у Републици Словенији. Поред града налази се самостан Стична.
По попису становништва из 2011. године насеље Иванчна Горица имало је 1.988 становника.